# Megachile aliceae
Megachile aliceae är en biart som beskrevs av Cockerell 1932. Megachile aliceae ingår i släktet tapetserarbin, och familjen buksamlarbin. Inga underarter finns listade i Catalogue of Life.